# Соната си минор (Аттерберг)
Соната си минор, опус 27 ― единственная соната, написанная шведским композитором Куртом Аттербергом. Может исполняться как на струнном инструменте (скрипка, альт или виолончель), так и на валторне в сопровождении фортепиано.

## История
Произведение было закончено в 1925 году и опубликовано в 1930 году. Соната была исполнена самим композитором в начале зимы 1925 года в органном зале Королевской академии музыки. Пьеса была переложена Аттербергом для валторны и фортепиано в 1955 году по просьбе Доменико Чеккаросси.

## Структура
Соната состоит из 3 частей:
1. Allegro
2. Adagio molto
3. Allegro energico, poco pesante

Первая часть следует музыкальным традициям эпохи романтизма, вторая несёт в себе влияние шведского фольклора, а третья представляет собой виртуозный финал.

## Записи
- 1993: Эстер Переньи (скрипка) и Илона Пруньи — Naxos Records 8.223404
- 1993: Имре Мадьяри (валторна) и Илона Пруньи — Naxos Records 8.223405
- 1997: Вернер Томас-Мифуне (виолончель) и Кармен Пьяццини — Koch-Schwann 3-1585-2